# Бранд, Август
А́вгуст Бранд (нем. August Brand; 1863—1930) — немецкий филолог и ботаник-любитель.

## Биография
Август Бранд родился в Берлине 19 августа 1863 года. Учился классической филологии в Боннском и Берлинском университетах, в 1885 году получил степень доктора философии с диссертацией De dialectis Aeolicis quae dicuntur. Вскоре после получения учёной степени он начал преподавать в гимназии в Франкфурте-на-Одере. Под влиянием профессора грамматики и ботаника Эрнста Хута Бранд заинтересовался изучением растений.
С 1910 года Бранд преподавал древние языки в Зорау (ныне — Жары, Польша). 17 сентября 1930 года Август Бранд скончался.
В свободное время Август Бранд занимался изучением ботаники. Он был автором разделов книги Адольфа Энглера Pflanzenreich, посвящённых, в частности, семействам Бурачниковые и Синюховые. Типовые экземпляры растений, использованных Брандом для описания видов, хранятся в Ботаническом музее Берлин-Далем (B).

## Некоторые научные работы
- Brand, A. Symplocaceae // Pflanzenreich / In: A. Engler. — Leipzig, 1901. — Vol. 6. — 100 p.
- Brand, A. Polemoniaceae // Pflanzenreich / In: A. Engler. — Leipzig, 1907. — Vol. 27. — 203 p.
- Brand, A. Hydrophyllaceae // Pflanzenreich / In: A. Engler. — Leipzig, 1913. — Vol. 59. — 20 p.
- Brand, A. Borraginaceae // Pflanzenreich / In: A. Engler. — Leipzig, 1921. — Vol. 78. — 183 p.
- Brand, A. Borraginaceae II // Pflanzenreich / In: A. Engler. — Leipzig, 1931. — Vol. 97. — 236 p.